# Jan Jerzy Szlichtyng
Jan Jerzy Szlichtyng lub Szlichting herbu własnego (ur. w 1597, zm. w 1658) – sędzia ziemski wschowski w latach 1632-1657, sędzia surogator grodzki wschowski, poseł na Sejm, działacz reformacyjny braci czeskich, założyciel miasta Szlichtyngowa.

## Życiorys
Rodzina Szlichtyngów była pochodzenia niemieckiego. 
Był członkiem konfederacji generalnej zawiązanej 16 lipca 1632 roku. Poseł na sejm konwokacyjny 1632 roku z województwa poznańskiego i kaliskiego. Był elektorem Władysława IV Wazy z województwa poznańskiego w 1632 roku. Jako poseł na sejm koronacyjny 1633 roku wyznaczony deputatem do Trybunału Skarbowego Koronnego z województwa poznańskiego. Poseł sejmiku średzkiego na sejm ekstraordynaryjny 1634 roku. Poseł na sejm zwyczajny 1635 roku, sejm zwyczajny 1637 roku, sejm 1638 roku, sejm 1641 roku, sejm 1645 roku, sejm 1646 roku. 
W latach 1634–1643 wykupił majątek ziemski na południe od Wschowy z myślą o osadzeniu tam protestantów, prześladowanych na Śląsku. 20 lipca 1644 otrzymał od króla Władysława pozwolenie na założenie miasta, nazwanego Szlichtyngowa od nazwiska założyciela. W mieście osiedlili się głównie niemieccy luteranie, którym Szlichtyng w przywileju lokacyjnym zagwarantował wolność wyznania. W 1645 wzniósł tam kościół luterański. Jako przedstawiciel braci czeskich został delegatem na rozmowę przyjacielską w Toruniu w 1645 roku.
Jako poseł na sejm konwokacyjny 1648 roku z województwa poznańskiego był członkiem konfederacji generalnej zawiązanej 31 lipca 1648 roku. Był elektorem Jana II Kazimierza Wazy z województwa poznańskiego w 1648 roku, podpisał jego pacta conventa. Poseł na sejm koronacyjny 1649 roku z województw poznańskiego i kaliskiego. Poseł na sejm 1649/1650 roku z sejmiku średzkiego województw poznańskiego i kaliskiego. Poseł na sejm 1653 roku z województwa poznańskiego i kaliskiego. Jako poseł na sejm nadzwyczajny 1654 roku wyznaczony do lustracji dóbr królewskich w Prusach. 
Szlichtyng mieszkał wraz z żoną w pobliskiej Górczynie. Dwór Szlichtynga był ostoją języka i kultury polskiej w przeciwieństwie do w większości niemieckiej Szlichtyngowej. W latach Potopu poparł Szwedów widząc w nich obrońców polskich protestantów. Zmarł bezpotomnie i został pochowany w kościele w Szlichtyngowej.